# Каладжинская
Каладжинская (Каладжинка) — станица в Лабинском районе Краснодарского края. Административный центр Каладжинского сельского поселения.

## География
Станица расположена на правом берегу Лабы́, при слиянии её составляющих — Большой и Малой Лабы, в 38 км южнее города Лабинск.

## История
В 1853 году на правом берегу Лабы было заложено Каладжинское военное укрепление. Станица Каладжинская была основана в 1861 году. С конца 1860-х по конец 1870-х числилась как посёлок Каладжинский.

## Население
| 2002 | 2010  |
| ---- | ----- |
| 2495 | ↘2184 |

## Достопримечательности
Памятники архитектуры конца XIX века: здание торговой лавки, амбар.
В окрестностях въезда в станицу с левой стороны расположена цветочная долина, основанная в начале 2019 года. Данное место пользуются большой популярностью среди туристов, летом 2019 года здесь прошёл первый экотур, собравший большое количество людей из Лабинского района и из других мест.